# Kazebre Rock Bar
O Kazebre Rock Bar, também conhecido apenas como Kazebre, é um espaço de eventos e casa de shows localizado na cidade de São Paulo. Fica situado na Avenida Aricanduva, zona leste da capital paulista, e recebe, com frequência, shows e espetáculos musicais nacionais e internacionais. Possui 10 mil m² de área e capacidade para 8.000 pessoas.

## Descrição
O Kazebre possui estacionamento com capacidade 1.500 carros. Realiza shows e eventos realizados em parceria com rádios e moto clubes.
Acumulou em sua trajetória cerca de 200 shows e eventos, e público de mais de um milhão de pessoas.
O espaço oferece lanchonete, bares e espaços com mesas para o público. Ademais, comporta em sua área um lago e uma cachoira artificial
Apresenta shows de diversos gêneros musicais como punk, reggae, rock entre outros.

## História
Fundada há 14 anos, a casa mantém equipamento profissionais próprios e dois ambientes isolados acusticamente. Nomeada inicialmente de Kazebre Rock Bar, teve seu nome alterado por conta da mudança de proprietário.[carece de fontes?]

## Shows
Alguns artistas que passaram pelo palco do Kazebre:
- Belchior
- Cachorro Grande[4]
- Don Carlos
- CPM 22
- Forfun
- Matanza
- Nando Reis
- Ira!
- Ponto de Equilíbrio
- Pitty
- Skank
- Capital Inicial
- Legião Urbana
- Tihuana
- Titãs
- Tribo de Jah
- Ultraje a Rigor
- Velhas Virgens
- Shaman
- Raimundos
- Biquini Cavadão
- Humberto Gessinger
- Dead Fish